# Coros
Dans la mythologie grecque, Coros ou Koros (en grec ancien Κόρος / Kóros) est l'une des divinités secondaires accompagnant le dieu Dionysos. Il personnifie usuellement la satiété, le dédain, l'insolence et la surabondance.

## Famille
Coros est le fils d'Hybris,, la démesure, et le petit-fils de Dyssebeia, l'impiété.